# Patty Hearst (pel·lícula)
Patty Hearst és una pel·lícula britànico-estatunidenca de Paul Schrader estrenada el 1988.

## Argument
Patty Hearst evoca la història verdadera de Patricia Hearst, neta del magnat de la premsa William Randolph Hearst, que va ser segrestada per l'Exèrcit Simbiòtic d'Alliberament, un grupuscle terrorista, abans d'unir-se a la causa dels seus raptors.

## Repartiment
- Natasha Richardson: Patty Hearst
- William Forsythe: Toko
- Ving Rhames: Cinque
- Frances Fisher: Yolanda
- Jodi Long: Wendy
- Dana Delany: Gelina
- Tom O'Rourke: Jim Browning
- Olivia Barash: Fahizah